# Ivan Tregoubov
Temple de la renommée russe : 2014
Ivan Sergueïevitch Tregoubov (en russe : Иван Сергеевич Трегубов), né le 19 janvier 1930 à Livadka, raïon de Doubenki, en RSSA de Mordovie (Union soviétique) et mort le 22 décembre 1992 à Moscou (Russie) est un joueur soviétique de hockey sur glace.

## Carrière de joueur
En 1951, il commence sa carrière dans le championnat d'URSS sous les couleurs du CSKA Moscou. Il remporte six titres nationaux avec le club de l'armée. Il joue par la suite avec le SKA Kouïbychev et le Khimik Voskressensk. Il termine avec un bilan de 221 matchs et 57 buts en élite.

## Carrière internationale
Il a représenté l'Union soviétique à 100 reprises (29 buts) sur une période de huit saisons entre 1954 à 1961. Il a remporté l'or aux Jeux olympiques de 1956. Il a participé à six éditions des championnats du monde pour un bilan de une médailles d'or, trois d'argent et une de bronze.

## Trophées et honneurs personnels
- URSS
  - 1955, 1956, 1957, 1958 : élu dans l'équipe d'étoiles.
- Championnat du monde
  - 1958 : élu meilleur défenseur.

## Statistiques
Pour les significations des abréviations, voir Statistiques du hockey sur glace.

### En équipe nationale
| Année | Équipe | Compétition |   | PJ | B | A | Pts | Pun                |  | Résultat |
| 1955  | URSS   | CM          | 8 | 1  |   | 1 |     | Médaille d'argent  |  |          |
| 1956  | URSS   | CM & JO     | 7 | 2  |   | 2 |     | Médaille d'or      |  |          |
| 1957  | URSS   | CM          | 7 | 4  |   | 4 |     | Médaille d'argent  |  |          |
| 1958  | URSS   | CM          | 7 | 2  | 6 | 8 | 6   | Médaille d'argent  |  |          |
| 1961  | URSS   | CM          | 7 | 4  | 2 | 6 | 2   | Médaille de bronze |  |          |